# 青空に叫ぼう
『青空に叫ぼう』（あおぞらにさけぼう）は、1967年7月5日から1968年3月27日まで、NETテレビ（現・テレビ朝日）系列にて放映されたテレビドラマ。全39回、モノクロ作品。

## 作品概要
舞台は東京近郊の女子高校、私立カトレヤ女子学園。そこに国語教師及びバレーボール部のコーチとして着任した相田先生を中心に、彼と生徒たちとの心の交流、学校内外の日常生活と青春の日々を描いて行く。
当初は1967年12月まで2クール26話分の放映予定であったが、好評のため1968年3月までの3クール39話分に放映が延長された。
- 本作品は、オープニング曲入り映像が過去に『東映テレビ主題歌大全集 現代劇篇1』としてVHS・LD版が発売されている。DVD・ブルーレイ版は未発売。

- 東映チャンネルでもこれまでに第1話の放映もされていないため、ネガ・ポジフィルム共に現存状況は不明である。また全39話分が収録された本編のDVD・ブルーレイは発売されていない。

## 放映データ
- 放映期間：1967年7月5日 - 1968年3月27日
- 放映曜日・放映時間帯：毎週水曜日20：00 - 20：56
- 放映話数：全39話
- 放映形式：モノクロ16mmフィルム

### スタッフ
- プロデューサー：小笠原久豊
- 脚本：放映リスト参照
- 監督：放映リスト参照
- 音楽：水藻秀男
- 制作：NET、東映テレビプロ

### 主題歌
- 「青空に叫ぼう」（歌：山田太郎、クラウン混声合唱団）
作詞：星野哲郎、作曲：米山正夫、編曲：重松岩雄

## 出演者
- 大下哲矢（相田先生）
- 井上清子（太田久美子）
- 西尾三枝子（村瀬麻紀）
- 藤江リカ（佐野みゆき）
- 鳴門洋二（洋一）
- 南風洋子（知子）
- 多々良純（上山教頭）
- 沢宏美
- 佐々木梨里
- 米岡雅子
- 柴崎和夫
- 山口暁
- 伊吹新
- 武藤英司
- 山口千枝子
- 小松みどり
- 珠めぐみ
- 萩原宣子
- 後藤ルミ子

## 放映リスト
放送日はNET。
| 回数 | 放送日        | サブタイトル              | 脚本                  | 監督       | ゲスト                                            |
| ---- | ------------- | ------------------------- | --------------------- | ---------- | ------------------------------------------------- |
| 1    | 1967年 7月5日 | 魅力たっぷり              | 小山内美江子          | 田中秀夫   |                                                   |
| 2    | 7月12日       | デートよこんにちは        | 小山内美江子          | 畠山豊彦   | 菅井きん、二本柳寛、山田太郎                      |
| 3    | 7月19日       | 虎がやってきた            | 小山内美江子          | 田中秀夫   |                                                   |
| 4    | 7月26日       | 噛みつかれた              | 小山内美江子          | 畠山豊彦   | 清水良太                                          |
| 5    | 8月2日        | 燃えろ!キャンプファイヤー | 小山内美江子          | 田中秀夫   | 太田博之、月丘夢路                                |
| 6    | 8月9日        | 真夏の昼の夢              | 小山内美江子          | 田中秀夫   |                                                   |
| 7    | 8月16日       | 行け!おてんば分隊         | 小山内美江子          | 田中秀夫   | 永井智雄                                          |
| 8    | 8月23日       | 可愛いやつ                | 小山内美江子          | 畠山豊彦   | 松村達雄                                          |
| 9    | 8月30日       | 海で怒れ                  | 小山内美江子          | 田中秀夫   |                                                   |
| 10   | 9月6日        | 夢をばらまけ              | 小山内美江子          | 畠山豊彦   |                                                   |
| 11   | 9月13日       | 元気になって              | 小山内美江子          | 畠山豊彦   | 阿部六郎                                          |
| 12   | 9月20日       | 杖となりて                | 小山内美江子          | 田中秀夫   | 佐々木功、東郷晴子                                |
| 13   | 9月27日       | 姉ちゃんは何処に          | 小山内美江子          | 畠山豊彦   | 川合伸旺、砂川啓介、 茅島成美、吉井永二           |
| 14   | 10月4日       | にらみ合い                | 小山内美江子          | 畠山豊彦   | 桑山正一、清川玉枝                                |
| 15   | 10月11日      | 優等生なんか              | 近藤正                | 田中秀夫   | 石浜朗、磯野千鳥、桜むつ子、 市川寿美礼、清水良太 |
| 16   | 10月18日      | 拾ったおばあちゃん        | 小山内美江子          | 畠山豊彦   | 原泉、川口知子、山田真二、 和田孝、小峰千代子     |
| 17   | 10月25日      | この瞳で見た              | 小山内美江子          | 田中秀夫   | 阿部寿美子                                        |
| 18   | 11月1日       | みんなで叩け!             | 小山内美江子          | 畠山豊彦   | 高島英志郎（高島新太郎）、円山栄子                |
| 19   | 11月8日       | 進路                      | 小山内美江子          | 田中秀夫   | 伊沢一郎、三田村元、松村達雄                      |
| 20   | 11月15日      | くたばれ!!男涙            | 小山内美江子          | 畠山豊彦   |                                                   |
| 21   | 11月22日      | 危険な出逢い              | 近藤正                | 北村秀敏   | 梶健司                                            |
| 22   | 11月29日      | ひったくり                | 小山内美江子          | 畠山豊彦   | 寺田史、高橋長英                                  |
| 23   | 12月6日       | 気がもめます              | 小山内美江子          | 田中秀夫   | 池田和歌子、見明凡太郎                            |
| 24   | 12月13日      | 求む、ボーイフレンド      | 小山内美江子 岡本育子 | 畠山豊彦   | 浦辺粂子、文野朋子                                |
| 25   | 12月20日      | 先生のお荷物              | 大薮郁子              | 畠山豊彦   | 三宅邦子、佐川満男、近江佳代                      |
| 26   | 12月27日      | マリヤ様がやって来た      | 小山内美江子          | 田中秀夫   | イーデス・ハンソン、吉野比弓                      |
| 27   | 1968年 1月3日 | おめでとう!カトレヤ娘     | 小山内美江子          | 田中秀夫   | 花柳小菊、佐々木愛、 亀石征一郎、笠置シヅ子       |
| 28   | 1月10日       | 二十歳の振袖              | 小山内美江子          | 田中秀夫   | 坂上和子、市川翠扇、武智豊子                      |
| 29   | 1月17日       | 春のおとずれ              | 大薮郁子              | 田中秀夫   | 岸旗江、柳京子                                    |
| 30   | 1月24日       | だまってないで!           | 押川國秋              | 畠山豊彦   | 佐々木功、浅沼創一                                |
| 31   | 1月31日       | 生きるんだッ              | 小山内美江子          | 田中秀夫   | 中尾彬、六本木真                                  |
| 32   | 2月7日        | 私はもうオトナ            | 押川國秋              | 畠山豊彦   | 市川寿美礼、青野平義、柴山佳子                    |
| 33   | 2月14日       | にきびと親父              | 小山内美江子          | 田中秀夫   | 安部徹、入川保則、利根はる恵、小倉一郎            |
| 34   | 2月21日       | 邪魔しないでよッ          | 小山内美江子          | 田中秀夫   | 広瀬明、路加奈子、北竜二                          |
| 35   | 2月28日       | 白銀に躍ろう              | 小山内美江子          | 田中秀夫   | 角梨枝子、白木マリ                                |
| 36   | 3月6日        | 兄貴先生                  | 小山内美江子          | 畠山豊彦   | 住吉正博、川上大輔                                |
| 37   | 3月13日       | 私におまかせ              | 小山内美江子 近藤正   | 近藤竜太郎 | 柳川慶子、有馬昌彦、百瀬功一                      |
| 38   | 3月20日       | 甦える青春                | 大薮郁子              | 畠山豊彦   | 大森義夫、磯野千鳥、新川二郎                      |
| 39   | 3月27日       | 蛍の光                    | 小山内美江子          | 田中秀夫   | 御木本伸介                                        |

## 小説
- 小山内美江子『青空へ叫ぼう』（青樹社、昭和42年10月10日発行）